# 北飯山站
北飯山站（日语：／ Kita-Iiyama eki */?）是位於長野縣飯山市大字飯山，屬於東日本旅客鐵道（JR東日本）的飯山線車站。

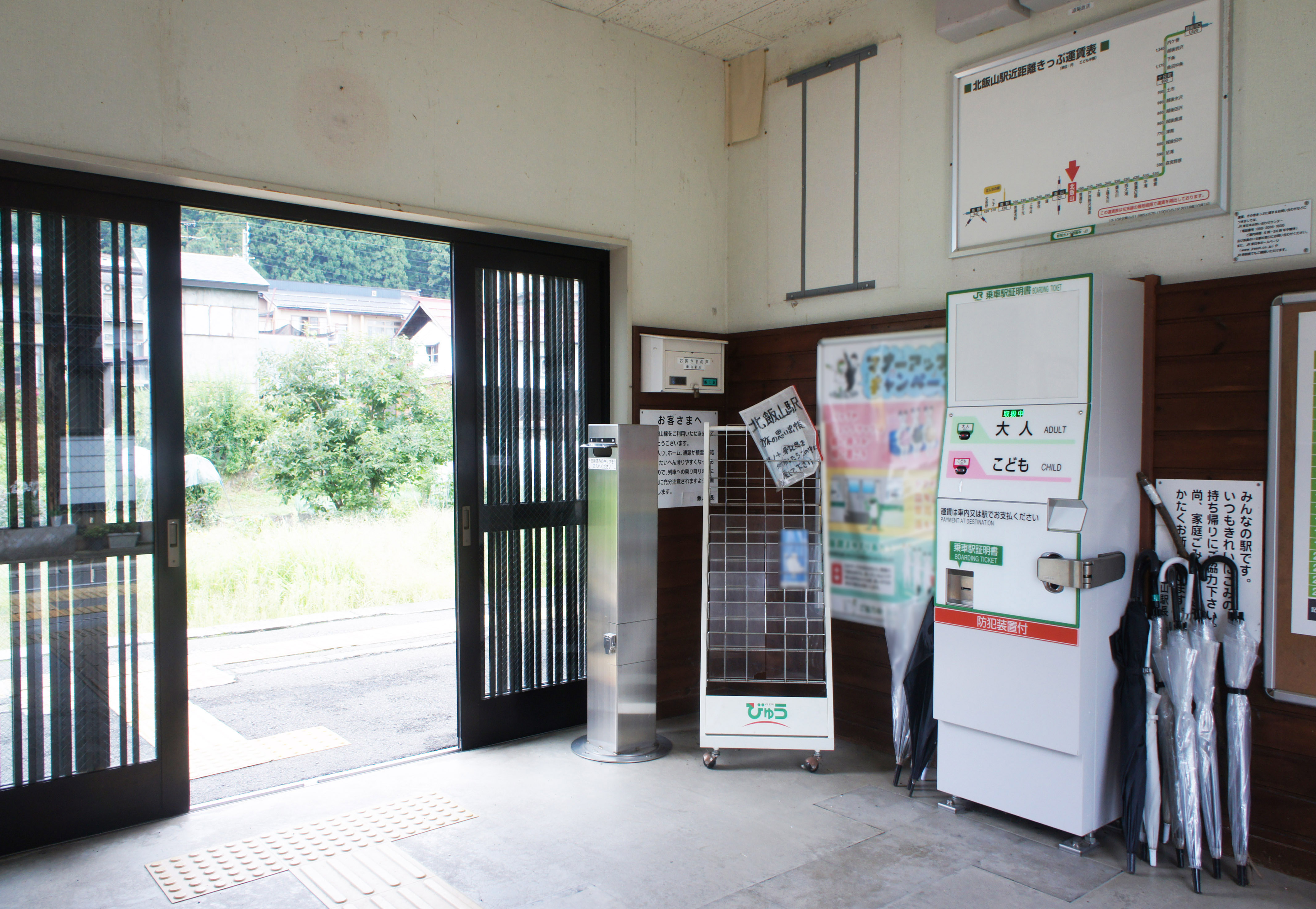
車站內部(2021年9月)

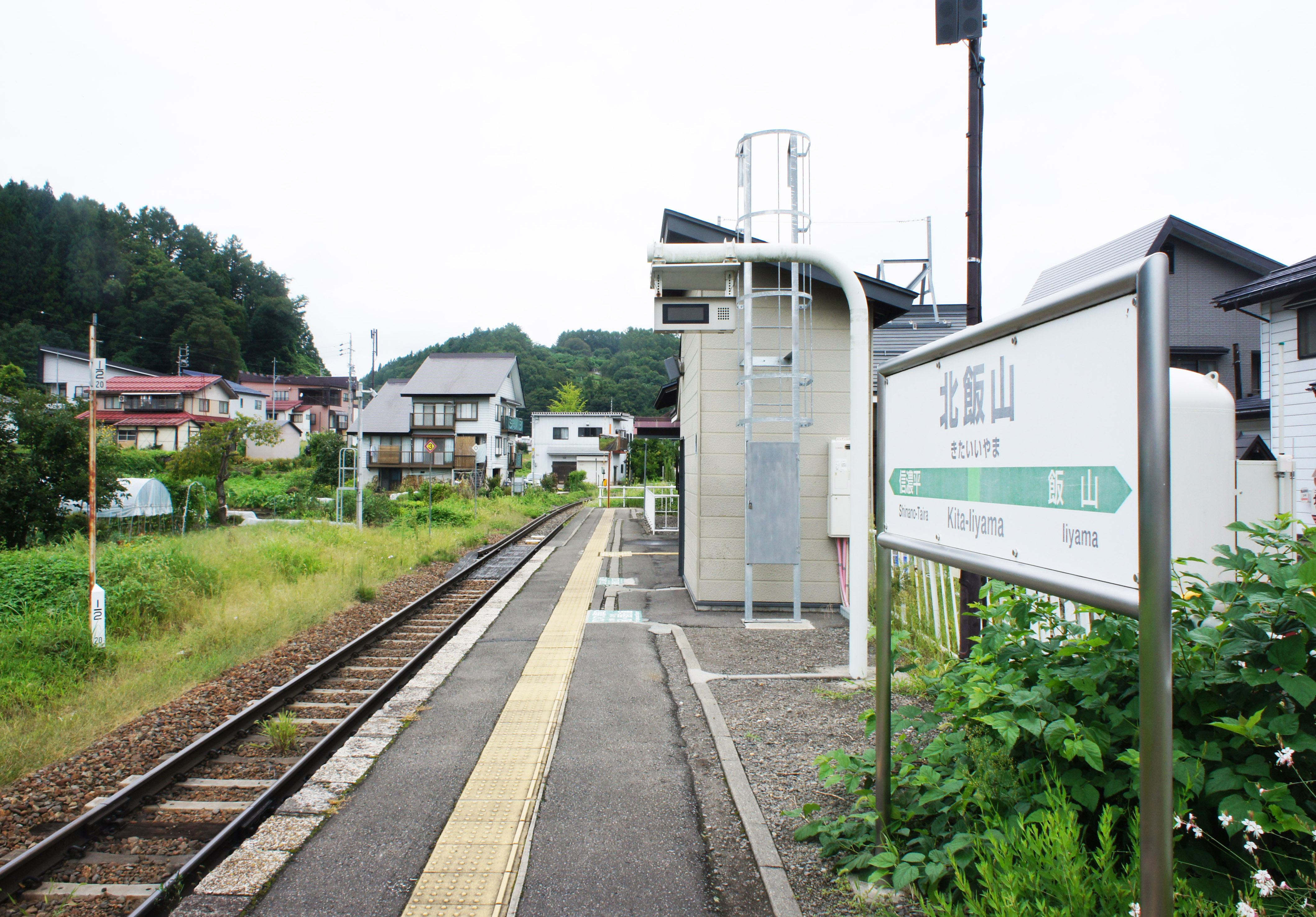
月台(2021年9月)

## 歷史

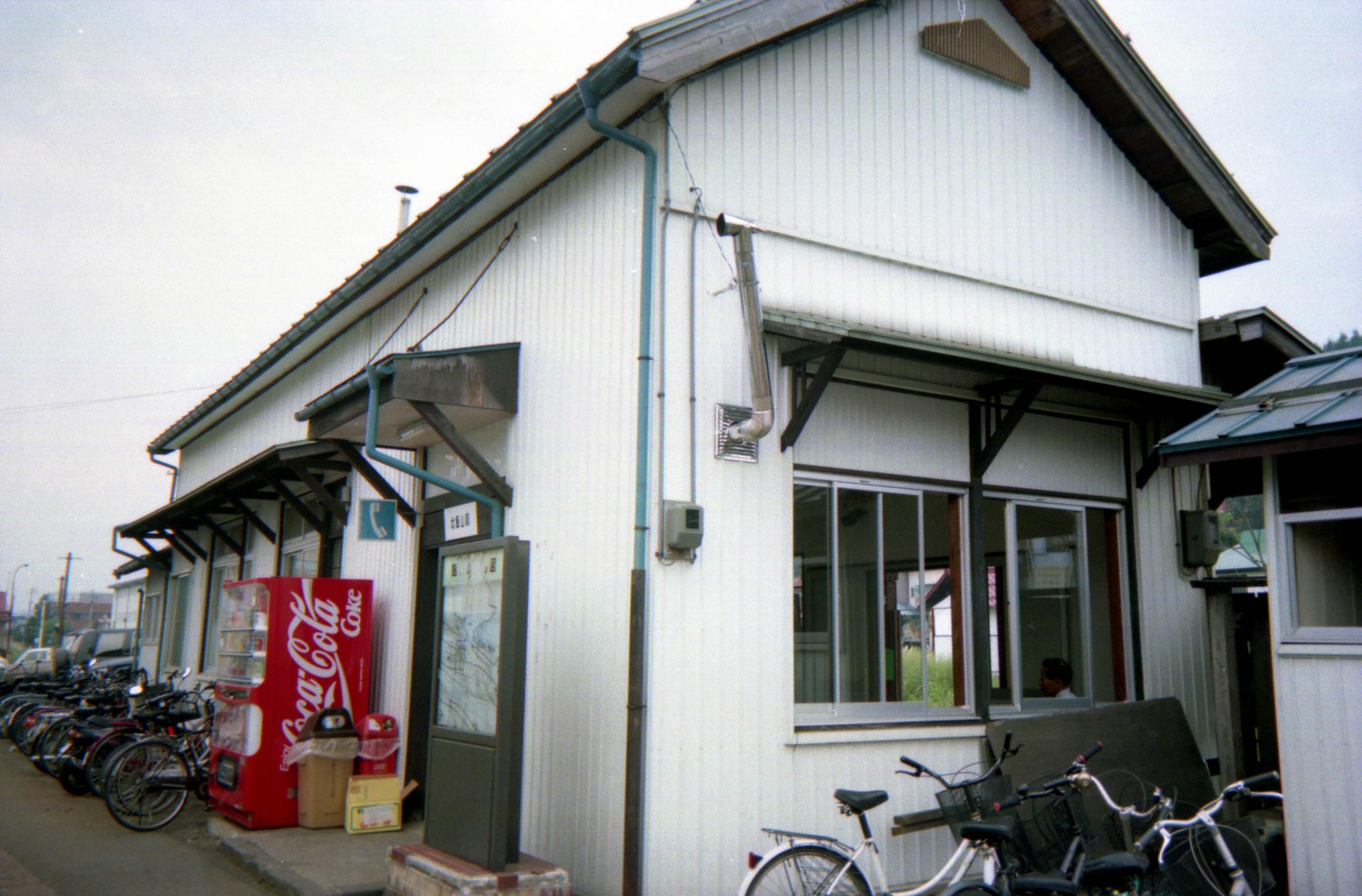
鄱新前的站房(1994年9月)

- 1923年（大正12年）7月6日：飯山鐵道 飯山站至桑名川站之間開通，此停留所啟用[1]。
- 1941年（昭和16年）9月9日：停留所升級為車站。
- 1944年（昭和19年）6月1日：隨著飯山鐵道國有化，飯山鐵道編入至運輸通信省（後來為日本國有鐵道）飯山線[3]。
- 1982年（昭和57年）11月1日：成為簡易委託車站。
- 1987年（昭和62年）4月1日：伴隨國鐵分割民營化，車站由東日本旅客鐵道（JR東日本）營運。
- 1991年（平成3年）4月以後（實際日期不詳）：成為無人車站。
- 2001年（平成13年）10月：現時的車站大樓啟用[1]。

## 車站構造
本站是地面車站，設有1面1線的單式月台。此站是由飯山站管理的無人車站。站內設有簡易自動售票機。

## 使用狀況
根據「長野縣統計書」資料，以下為乘車人次變化：
- 2009年度 - 296人[2]
- 2010年度 - 282人
- 2011年度 - 254人

## 車站周邊
車站周邊設有許多古老寺院。
- 長野縣飯山高等學校（日语：長野県飯山高等学校）
- 千曲川
- 國道117號（日语：国道117号）
- 國道292號（日语：国道292号）
- 大聖寺（日语：大聖寺 (飯山市)）[1]
- 飯山城（日语：飯山城）[2]

## 相鄰車站
東日本旅客鐵道（JR東日本）
■飯山線
飯山－北飯山－信濃平

## 注腳
1. 1 2 3 4 5 6 7 8 9 10  . 週刊朝日百科. 21号 新潟駅・弥彦駅・津南駅ほか. 朝日新聞出版. 2012-12-30: 25 （日语）.
2. 1 2 3 4 5 6 7  信濃毎日新聞社出版部. . 信濃毎日新聞社. 2011-07-24: 40. ISBN 9784784071647 （日语）.
3. ↑  「運輸通信省告示第249号・第250号」『官報』1944年5月27日（國立國會圖書館數碼化收藏）

## 外部連結
- 車站資訊（北飯山）：東日本旅客鐵道